# Asclepias albicans
Asclepias albicans ist eine Pflanzenart der Gattung Seidenpflanzen (Asclepias) aus der Unterfamilie der Seidenpflanzengewächse (Asclepiadoideae).

## Merkmale

### Vegetative Merkmale
Asclepias albicans ist ein sparriger, ein bis drei Meter hoher, in Ausnahmefällen auch bis vier Meter hoher Strauch mit schlanken, einfachen oder sich wiederholt verzweigenden, verholzten Sprossachsen. Diese sind mit einem weißlichen Film aus dünnem, schuppigen Wachs überzogen. Nur sehr junge Triebe tragen Blätter, die gegenständig oder in Gruppen zu drei Blättern angeordnet sind. Die Blattspreiten sind linealisch-fadenförmig, 1 bis 3 cm lang und weniger als 1 mm breit. Sie fallen bereits vor der Blüte ab.

### Blütenstand und Blüten
Die vielblütigen Blütenstände sind endständig und entspringen seitlich der obersten Nodien. Sie sind gestielt, die Stiele sind 1 bis 3 cm lang und fein flaumig behaart. Die fünfzähligen zwittrigen Blüten sind zygomorph und besitzen eine doppelte Blütenhülle. Der Blütenstiel ist 1 bis 2 cm lang und ebenfalls fein flaumig behaart. Die Blüte ist eher unscheinbar mit eiförmigen, ungefähr 3 mm langen Kelchblättern, die dicht mit feinen wolligen Haaren bedeckt sind. Die Blütenkrone weist radförmig-zurückgebogene, 6 bis 7 mm lange und blassgelbe, grünliche oder leicht pinkfarbene Kronblattzipfel auf. Die grünlich-cremefarbene oder weiße, selten auch leicht roséfarbene Nebenkrone ist kurz gestielt, der Stiel ist schmal verkehrtkonisch, etwa 1,5 mm lang und 2 mm breit. Die Zipfel der staminalen Nebenkrone sind sackförmig, im Umriss länglich-rechteckig, 2 bis 3 mm lang, 1,6 bis 2,4 mm breit und am oberen Ende tief eingeschnitten. Sie sind etwa 1 mm kürzer als das Gynostegium. Der hornförmige Sekundärfortsatz überragt dagegen die Zipfel um ca. 2 mm und ist mit den Zipfeln verwachsen. Das freie Ende überragt auch das Gynostegium, ist aber nur wenig nach innen gekrümmt. Der Griffelkopf ist konisch mit abgeflachter Oberseite, ungefähr 2 mm lang und 3,5 mm breit.

### Früchte und Samen
Die hängenden Balgfrüchte sind schmal spindelförmig, lang geschnäbelt und 9 bis 13 cm lang bei einem Durchmesser von 1 cm. Sie sind glatt, sehr fein flaumig behaart im jungen Zustand, später dann kahl werdend. Die Samen ist eiförmig, 6 mm lang und mit einem blass braunen Haarschopf von ungefähr 2 cm Länge versehen. 

### Ähnliche Arten
Die Art ist mit Asclepias masonii und Asclepias subaphylla verwandt. 

## Geographische Verbreitung und Ökologie
Das Verbreitungsgebiet der Art beschränkt sich auf trockene, wüstenartige Regionen in Südkalifornien, Arizona und das nordwestliche Mexiko. Die Art wächst dort auf sonnenexponierten, steinigen Hängen, Kliffs, auf granitischen Böden in 150 bis 750 m (200 bis 1100 m) über Meereshöhe. Die Blütezeit ist März bis Juni.

## Taxonomie und Systematik
Das Taxon wurde von Sereno Watson 1889 erstbeschrieben. WCSP akzeptiert das Taxon als gültige Art.

## Medizinische Bedeutung
In der Volksmedizin indianischer Stämme in Nordmexiko wird ein Tee, zubereitet aus den Wurzeln von Asclepias albicans gegen Darmparasiten verwendet. Der Seri-Stamm benutzt den Tee gegen Kopfschmerzen. 

## Belege